# Lac Koyama
Pour les articles homonymes, voir Koyama.
Le lac Koyama (湖山池, Koyamaike) se situe près de la ville de Tottori, dans la préfecture de Tottori, au Japon. La plus grande île du lac est l'île d'Aoshima.

## Galerie

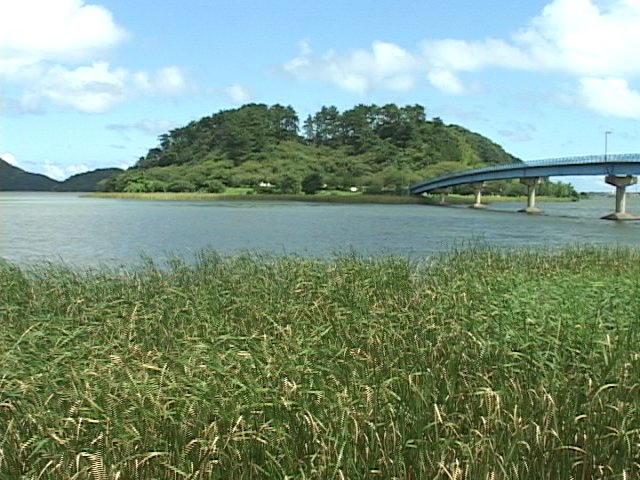
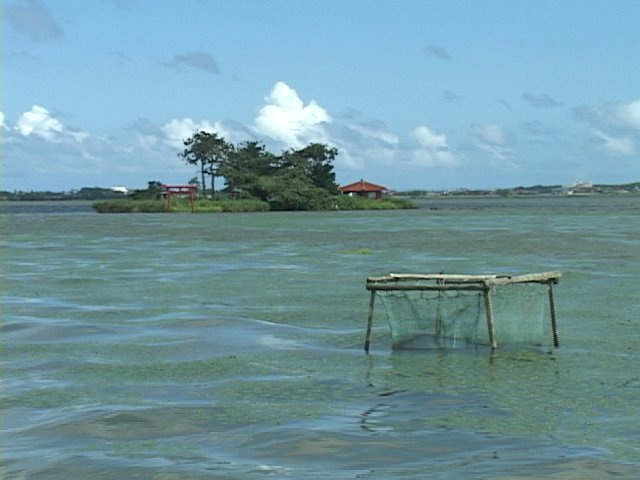
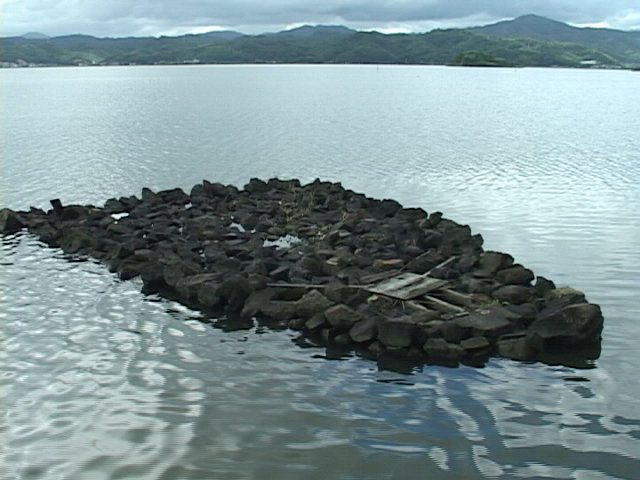